# Dorfkirche Vielist

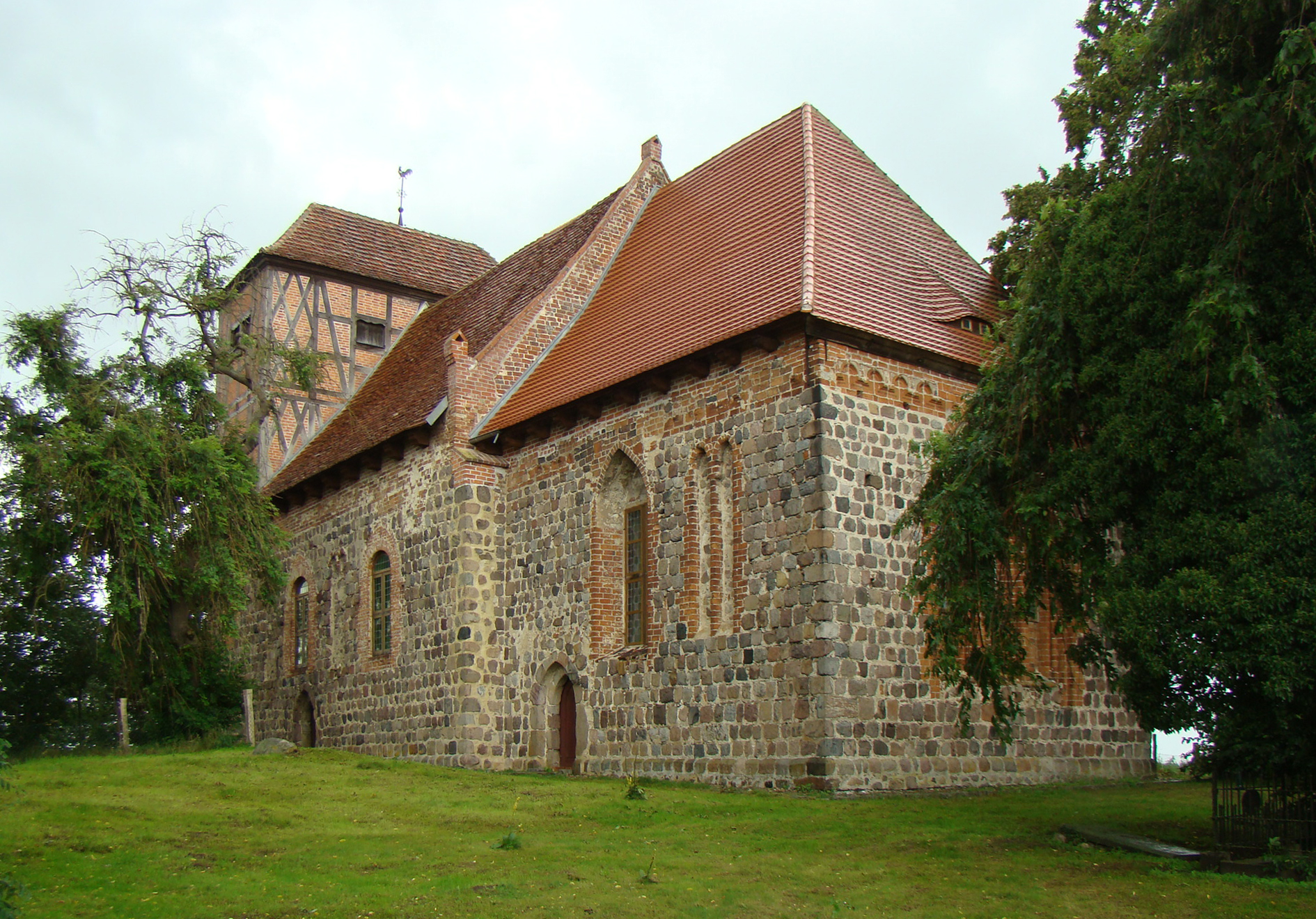
Dorfkirche Vielist

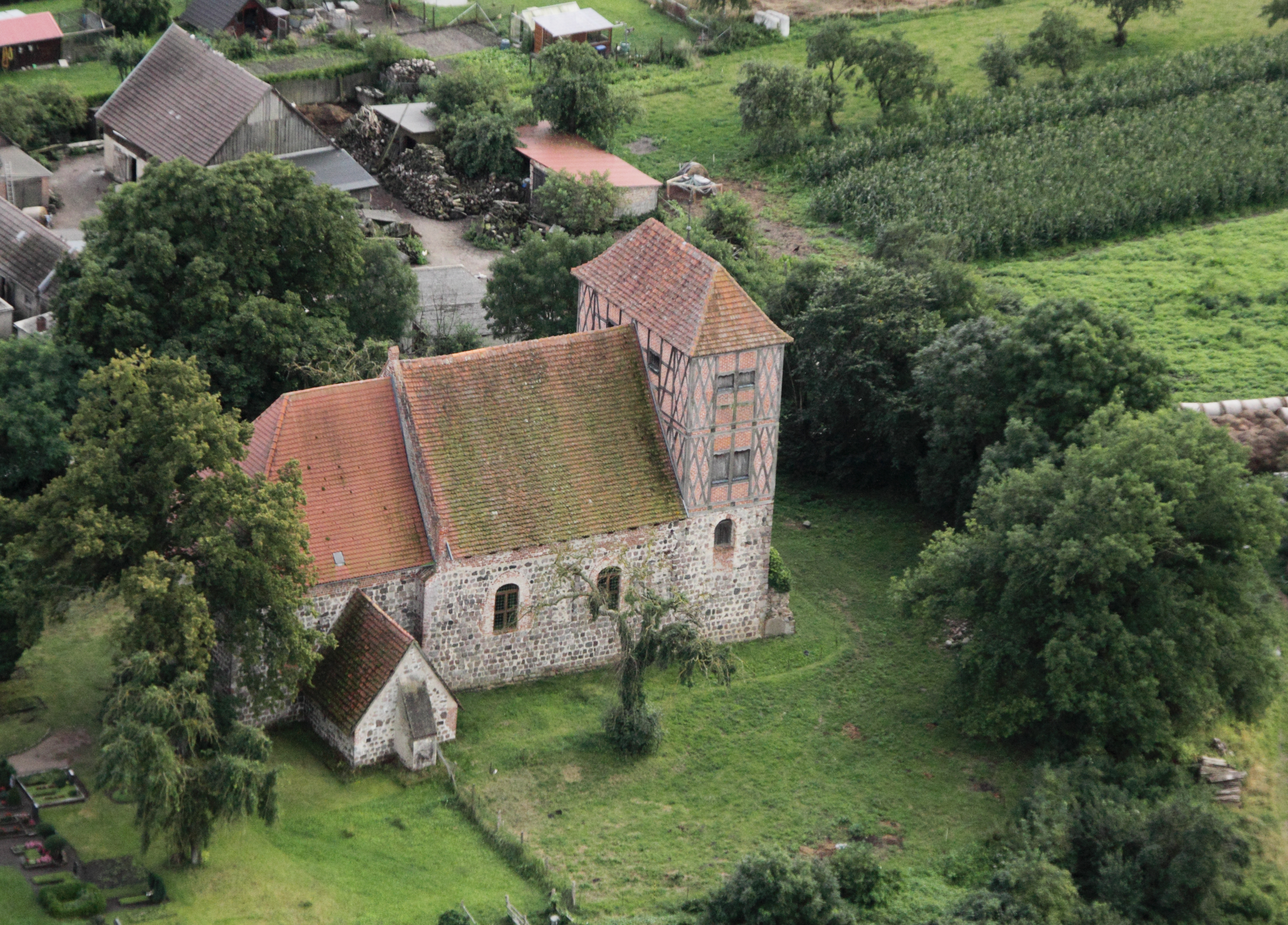
Luftbild

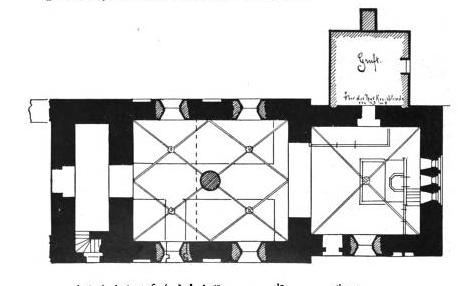
Grundriss (Schlie 1902)

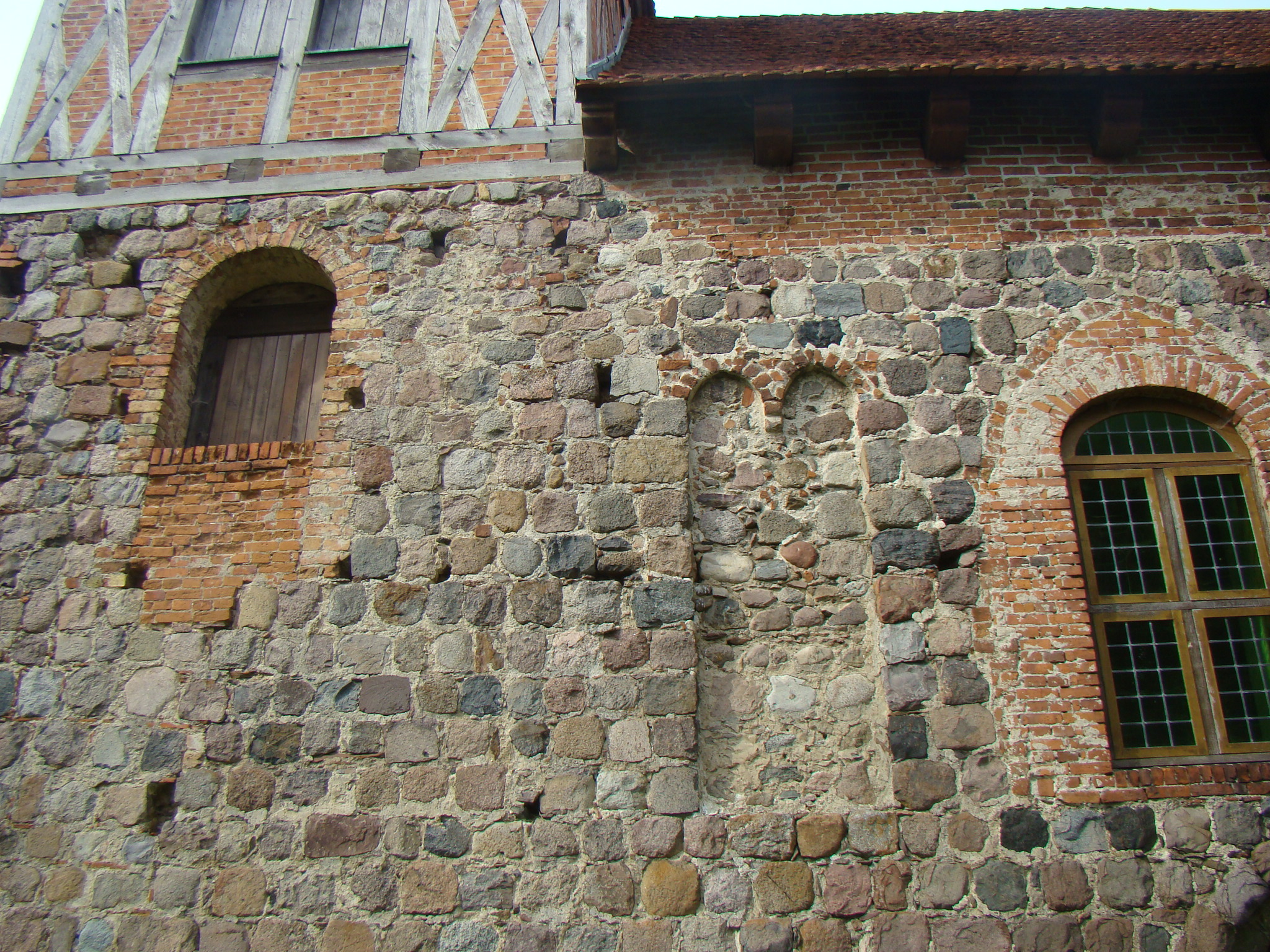
Das Mauerwerk der Kirche kündet von zahlreichen Umbauten

Die Dorfkirche in Vielist im Landkreis Mecklenburgische Seenplatte in Mecklenburg-Vorpommern geht im Kern auf das 13. Jahrhundert zurück. Sie gehört zur Kirchengemeinde von Jabel in der Propstei Neustrelitz, Kirchenkreis Mecklenburg der Evangelisch-Lutherischen Kirche in Norddeutschland.

## Baubeschreibung
Bei der Kirche handelt es sich um einen rechteckigen Feldsteinbau mit eingezogenem rechteckigem Chor und querrechteckigem Westturm auf Breite des Langhauses. Nach Norden ist eine tonnengewölbte Sakristei angebaut. Die östliche Außenwand des Chors weist eine Blende mit gestaffelter Dreifenstergruppe (Dreieinigkeits-Fenster) auf, die Längswände von Chor und Langhaus haben zwischen den Fenstern Spitzbogenblenden. Die rundbogigen Fenster des Langhauses und die Kreuzgratgewölbe im Inneren rühren von baulichen Veränderungen im Stil der Renaissance um 1566 her. Dabei wurde das Langhaus mit einem Mittelpfeiler eingewölbt, wodurch ein Einstützenraum entstanden ist. Der Turmaufsatz in Fachwerkbauweise wurde um 1700 erneuert.

## Ausstattung
Zur Ausstattung der Kirche zählen ein klassizistischer Kanzelaltar mit flankierenden Patronatslogen von 1794 sowie ein Opferstock und eine Liedtafel, ebenfalls aus dem 18. Jahrhundert. Die mit Eisenbeschlägen versehene Tür zur Sakristei stammt wohl noch aus dem 13. oder 14. Jahrhundert. Eine Glocke der Kirche wurde 1789 bei Johann Christian Meyer in Neustrelitz gegossen.
Die Sakristei wurde im 18. Jahrhundert von der damaligen Patronatsfamilie von Erlenkamp zur Gruftkapelle umgebaut. In der Kirche befinden sich drei Särge mit reichen Zinnbeschlägen aus dem 18. Jahrhundert. Ein silbervergoldeter Kelch von 1854, eine Deckelkanne aus Silber von 1823 sowie zwei Schalen aus Zinn dienen als liturgische Geräte. Ein Leuchterpaar aus Zinn wurde 1794 geschaffen.